# Condições de escopo
Condições de escopo em pesquisa acadêmica são as condições e contextos específicos que precisam estar presentes para que uma hipótese ou teoria se aplique. Esta necessidade de considerar as condições ou contextos em que uma teoria é aplicável ou não está enraizada nas observações do filósofo Carl Hempel, que em seu paradoxo verdadeiro-falso defendeu que apesar de ser possível reunir dados que apoiem uma teoria geral, sempre é possível encontrar dados que a contradizem. Assim, delimitar as condições nas quais uma teoria é aplicável, reduz os riscos de falsificações sistemáticas, contribuindo para o desenvolvimento cumulativo do conhecimento.

## Exemplos
Lei de Wagner é uma teoria econômica que relaciona o crescimento econômico de uma nação ao crescimento dos gastos públicos de um Estado. No entanto, ficou provado que esta lei não se aplica a todos os tipos de nações e períodos históricos. O efeito se decompõe em períodos mais recentes e em nações mais desenvolvidas evidenciando que a Lei de Wagner possuí condições de escopo específicas.
No livro "O povo contra a democracia", de Yascha Mounk, o autor defende que a estabilidade da democracia liberal nos países desenvolvidos esteve associada a certas condições de escopo, e que estas condições, que permitiram estabilidade ao regime no passado se alteraram em tempos mais recentes. Entre estes fatores o autor cita o crescimento econômico, que proporcionou aos cidadãos de democracias liberais rápida melhora no padrão de vida, mas que hoje está estagnado; a homogeneidade da população, que permitia mais união, pois as pessoas compartilhavam um mesmo arcabouço cultural, e que hoje se alterou devido ao aumento da imigração ou da percepção deste fenômeno; e o domínio dos meios de comunicação por grandes grupos, que marginalizavam opiniões extremistas, mas que hoje, graças as mídias sociais e ao avanço da internet descentralizou os meios de comunicação e deu palco a ideias mais radicais, que no passado raramente recebiam atenção e foco dos grandes conglomerados de comunicação.